# Крымский (Семикаракорский район)
Кры́мский — посёлок в Семикаракорском районе Ростовской области.
Входит в состав Задоно-Кагальницкого сельского поселения.

## География
Расположен на левом берегу Нижнедонского канала.

## История
До 1963 года посёлок носил название Центральная усадьба Задоно-Кагальницкого винсовхоза.

## Население
| 2010 |
| ---- |
| 651  |

## Улицы
| - ул. Гагарина, - ул. Ленина, - ул. Садовая, - ул. Степная, - ул. Тополиная, | - пер. Дружбы, - пер. Западный, - пер. Школьный. |